# Bruntridactylus irremipes
Bruntridactylus irremipes är en insektsart som först beskrevs av Boris Petrovich Uvarov 1934.  Bruntridactylus irremipes ingår i släktet Bruntridactylus och familjen Tridactylidae. Inga underarter finns listade i Catalogue of Life.